# Eriocaulon sinealaeum
Eriocaulon sinealaeum là một loài thực vật có hoa trong họ Eriocaulaceae. Loài này được Kimp. mô tả khoa học đầu tiên năm 1994.